# Trikitixa

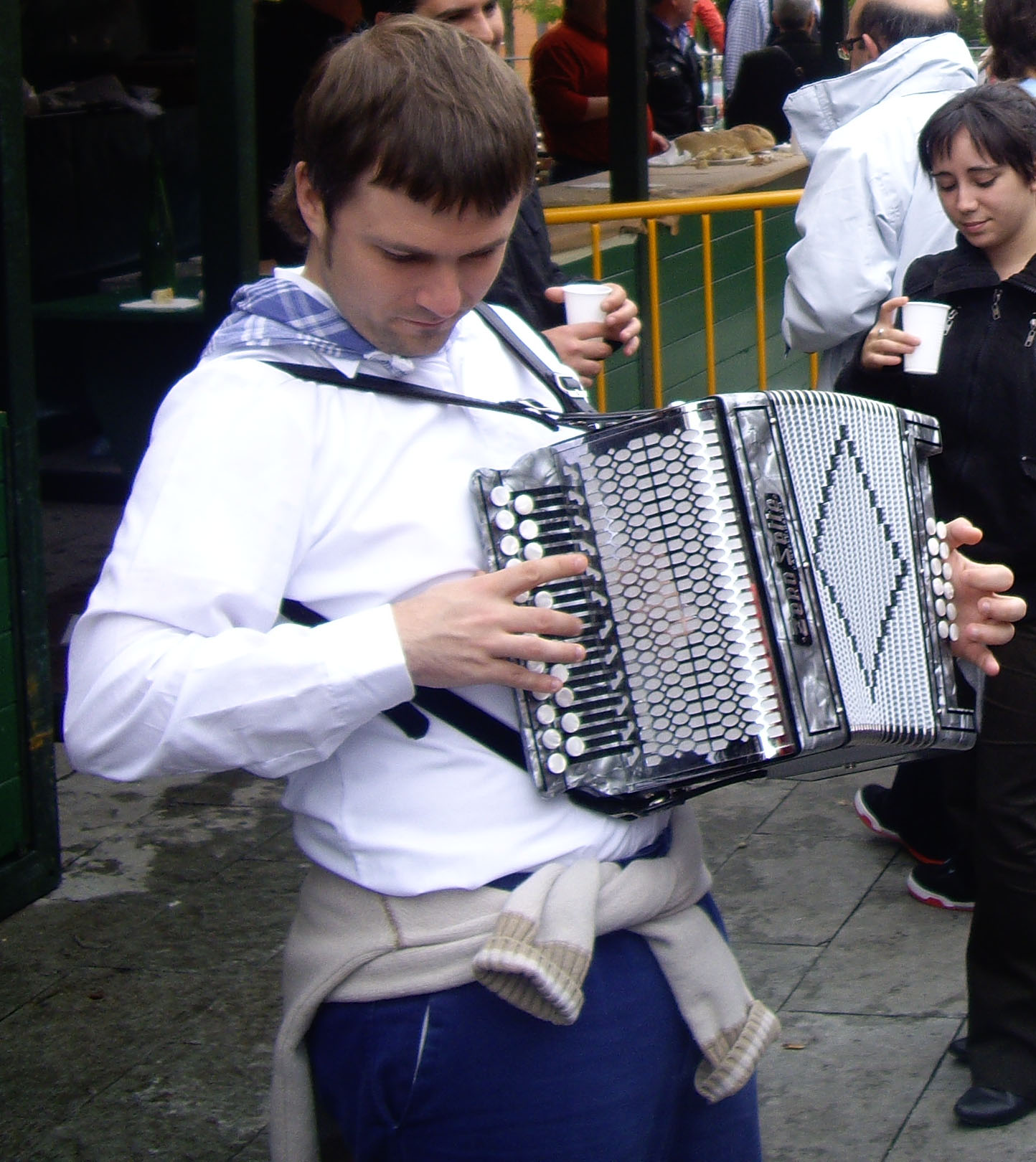
Der baskische Musiker Xabi Aburruzaga mit einer trikitixa.

Trikitixa [triki'tiʃa], auch trikititxa oder eskusoinu [eɕku'ɕoɲu] (baskisch „Handklang“) ist ein baskisches diatonisches Akkordeon mit zwei normalen Tastenreihen in diatonischer Belegung wie beim Wiener Modell. Auf der Bassseite sind zwölf gleichtonige Bässe.
Bekannt ist diese Ausprägung eines diatonischen Instrumentes seit dem Beginn des 19. Jahrhunderts, nachdem es von Italien über die Hafenstadt Bilbao ins Baskenland gelangte. 
Die baskische Musik verwendet häufig die trikitixa in Verbindung mit Gesang und einem Tamburin. Es wird üblicherweise mit vielen schnellen Verzierungen und raschen Zug-Druck-Wechseln gespielt. Häufig werden Staccato-Triolen in der Musik verwendet. Die katholische Kirche war ursprünglich strikt gegen das Instrument und nannte es den „Teufelsbalg“, da es besonders von der Jugend für Tanzveranstaltungen genutzt wurde. 
Neben dem eigentlichen Musikinstrument kann trikitixa sowohl den zugehörigen Tanz als auch die aus Akkordeonist, Tamburin-, alboka- oder txistu-Spieler bestehende Musikgruppe bezeichnen. Txistu ist eine Längsflöte mit drei Fingerlöchern.
Ein moderner Spieler ist zum Beispiel Kepa Junkera. 